# Ytterbium-176
Ytterbium-176 of 176Yb is een stabiele isotoop van ytterbium, een lanthanide. Het is een van de zeven stabiele isotopen van het element, naast ytterbium-168, ytterbium-170, ytterbium-171, ytterbium-172, ytterbium-173, en ytterbium-174. De abundantie op Aarde bedraagt 12,76%. 
Ytterbium-176 kan ontstaan door radioactief verval van thulium-176.
{\displaystyle {\ce {{^{176}_{69}Tm}->{^{176}_{70}Yb}+{e^{-}}+{\bar {\nu }}_{e}}}}
De isotoop wordt ervan verdacht via alfaverval te vervallen tot erbium-172 of via dubbel bètaverval tot hafnium-176. 
{\displaystyle {\ce {{^{176}_{70}Yb}->{^{172}_{68}Er}+\,_{2}^{4}\alpha }}}
 
{\displaystyle {\ce {{^{176}_{70}Yb}->{^{176}_{71}Lu}+{e^{-}}+{\bar {\nu }}_{e}}}}
{\displaystyle {\ce {{^{176}_{71}Lu}->{^{176}_{72}Hf}+{e^{-}}+{\bar {\nu }}_{e}}}}
Ytterbium-176 bezit echter een halveringstijd die talloze malen groter is dan de leeftijd van het universum, waardoor de isotoop als stabiel beschouwd kan worden.
148Yb · 149Yb · 150Yb · 151Yb · 151m1Yb · 151m2Yb · 151m3Yb · 152Yb · 153Yb · 153mYb · 154Yb · 155Yb · 156Yb · 157Yb · 158Yb · 159Yb · 160Yb · 161Yb · 162Yb · 163Yb · 164Yb · 165Yb · 166Yb · 167Yb · 168Yb · 169Yb · 169mYb · 170Yb · 170mYb · 171Yb · 171m1Yb · 171m2Yb · 172Yb · 173Yb · 173mYb · 174Yb · 175Yb · 175mYb · 176Yb · 176mYb · 177Yb · 177mYb · 178Yb · 179Yb · 180Yb · 181Yb · 182Yb · 183Yb · 184Yb · 185Yb